# Astragalus acaulis
Astragalus acaulis är en ärtväxtart som beskrevs av John Gilbert Baker. Astragalus acaulis ingår i släktet vedlar, och familjen ärtväxter. Inga underarter finns listade i Catalogue of Life.